# Microcrasis postfurcata
Microcrasis postfurcata är en stekelart som först beskrevs av Papp 1966.  Microcrasis postfurcata ingår i släktet Microcrasis och familjen bracksteklar. Inga underarter finns listade i Catalogue of Life.